# ایکنا
خبرگزاری بین‌المللی قرآن (ایکنا)، یک خبرگزاری تخصصی در ایران است که اخبار مذهبی جهان اسلام و ایران را پوشش می‌دهد. این خبرگزاری تنها خبرگزاری تخصصی قرآن در جهان است و زیر نظر سازمان قرآنی دانشگاهیان وابسته به سازمان جهاد دانشگاهی اداره می‌شود، ایکنا به ۲۱ زبان از جمله زبان‌های فارسی، عربی، انگلیسی، ترکی و فرانسه به انعکاس اخبار و رویدادهای قرآنی می‌پردازد و در ۳۰ مرکز استان ایران، شعبه دارد.

## تاریخچه
این خبرگزاری در ۲۰ آبان ۱۳۸۲ با حضور سیدمحمد خاتمی، احمد مسجدجامعی، رئیس‌جمهور و وزیر فرهنگ و ارشاد اسلامی وقت، راه‌اندازی شد. سید علی خامنه‌ای، عضو افتخاری این خبرگزاری است.
رحیم خاکی، قاری ایرانی و عضو هیئت علمی جهاد دانشگاهی از مؤسسان خبرگزاری ایکنا بوده‌است.

## گروه‌های خبری
این خبرگزاری در حال حاضر دارای ۹ گروه خبری و ۶۵ زیرگروه خبری به شرح زیر است:
- فعالیت‌های قرآنی
- اجتماعی
- سیاسی
- بین‌الملل
- معارف
- هنر
- چند رسانه‌ای
- خبرنگاران افتخاری
- عکس.

## اهداف
- اطلاع‌رسانی روزآمد و جامع از فعالیت‌های قرآنی سراسر کشور و بین‌الملل.
- تولید، ثبت و انعکاس مطالب قرآنی در حوزه‌های مختلف.
- ترویج رویکرد و همه‌جانبه به قرآن در شئون و موضوعات مختلف علمی، هنری، فرهنگی، سیاسی، ادبی، اجتماعی و….
- انعکاس فضای قرآنی حاکم بر جمهوری اسلامی ایران به دیگر کشورهای اسلامی.
- ارتقای آگاهی‌های قرآنی قشرها مختلف جامعه.
- تبادل تجربیات و الگوهای موفق فعالیت‌ها و برنامه‌های قرآنی در سطوح داخلی و خارجی.
- تولید جریان‌های فکری و فرهنگی در حوزه‌های مختلف با محوریت قرآن.[۶]

## فعالیت‌ها
- تولید روزانه اخبار و گفتگوهای مختلف در حوزه‌های متنوع سرویس‌های خبرگزاری.
- برگزاری نشست‌ها و میزگردهای تحلیلی و خبری با حضور صاحب نظران، کارشناسان و مسئولان.
- تدوین و انتشار نشریه خبری ایکنا به عنوان «رایحه» به صورت دوهفته نامه.
- پوشش خبری کامل و ویژه برای رویدادها و برنامه‌های خاص قرآنی و رسانه‌ای داخلی و بین‌المللی.[۶]

## مدیریت
- جلیل بیت مشعلی، از دهم مهرماه ماه ۱۴۰۲ با حکم حسن مسلمی نائینی، رئیس جهاد دانشگاهی به عنوان سرپرست سازمان قرآنی دانشگاهیان و خبرگزاری ایکنا منصوب و جایگزین محمدحسین حسنی شده‌است.[۷]

- سیدمهدی تقوی، مدیرعامل اسبق خبرگزاری ایکنا(۱۳۹۰–۱۳۹۲) بود که در حادثه تروریستی مجلس شورای اسلامی، جان خود را از دست داد.[۸]